# Fukurokuju

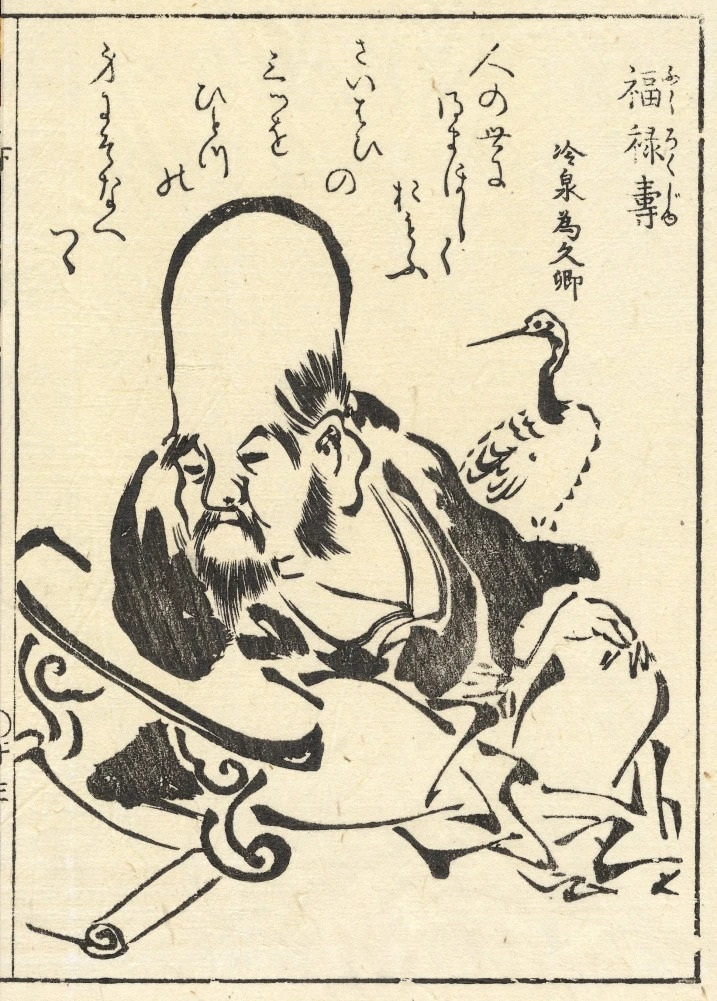
Fukurokuju

Fukurokuju eller Fukurokujin är en gestalt i japansk mytologi.
Fukurokuju var framgångsguden bland de sju lyckobringande gudarna, källa till både långt liv och visdom. Han framställs vanligen som en man med långsmalt ansikte och liten kropp. Förmodligen härstammar han från Kina.
De övriga gudarna i gruppen de sju lyckogudarna är Benten, Daikoku, Ebisu, Bishamon, Hotei och Jurojin